# Hellisøy fyr

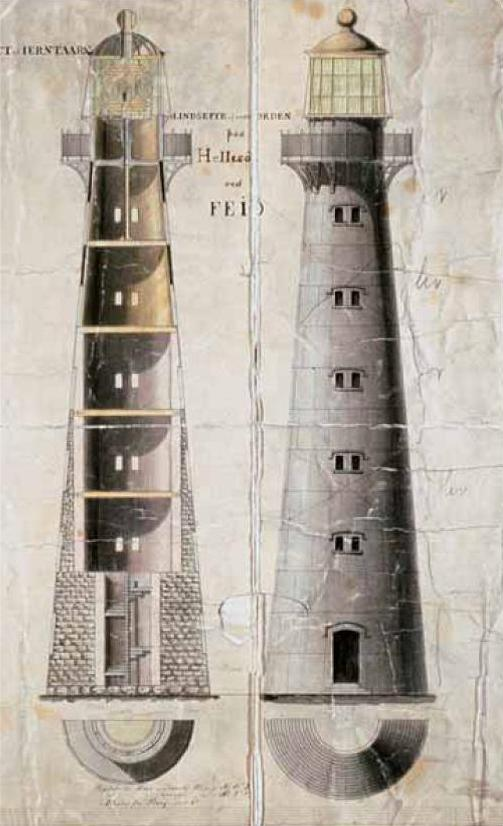
Originalritning av Hellisøy fyrstation (1852)

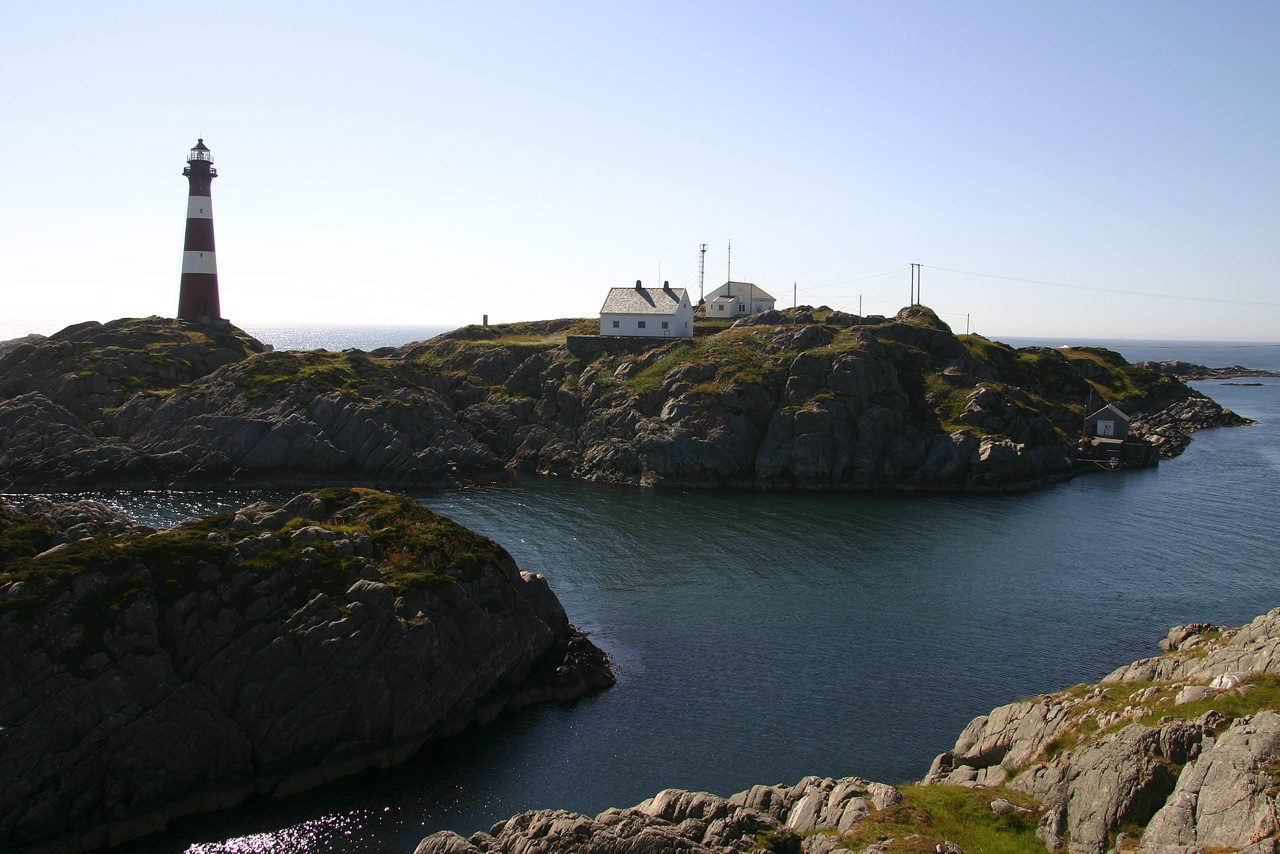
Hellisøy fyrstation

Hellisøy fyr är en fyr som ligger på den lilla ön Fejde i Fedje kommun i Hordaland i Norge.
Fyren tändes första gången den 15 oktober 1855 och är landets näst äldsta gjutjärnstorn efter Eigerøy fyrstasjon i Rogaland. Fyren står på en låg granitsockel på ön Fedje och är 32,3 meter hög. Tornet är rött med två vita ränder. Fyrtornet har en speciell konstruktion som bara finns i ett annat exemplar i Norge (Eigerøy fyrstasjon). Som försäkring mot hårda vågor är tornet klätt med tegelsten och de två nedre våningarna är i närmaste fyllt med natursten. 
Optiken är 3:e ordningens lins med en styrka på 960 000 candela. Linsen och lamphuset från 1903 är fortfarande i drift. Ljuset är 46,5 meter över havet och har en räckvidd på 18,8 nautiska mil. Den lyser med ett vitt sken som blinkar varje 30 sekunder. 
Fyrvaktarbostaden byggdes 1903 efter att den tidigare bostaden träffats av blixten och brunnit ner året innan. 
Fyren automatiserades 1992 och fyrstationen med fyrtornet, fyrvaktarbostaden, maskinhuset och båthuset skyddas enligt lag av riksantikvarien sedan år 2000. Fyren används idag till kafé och en utställning under juli månad eller till uthyrning till turister. 
Den 12 januari 2007 ägde Server-förlisningen rum då fraktfartyget MS Server gick på grund utanför holmen där fyrstationen står och förorsakade ett oljeutsläpp.